# Île Fidalgo
L'île Fidalgo est une île de l'État de Washington dans le comté de Skagit aux États-Unis.

## Description
Elle est située à 97 km au nord de Seattle. Elle est séparée du continent à l'est par le détroit de Swinomish et au sud de l'île Whidbey par la Deception Pass (en)
Elle s'étend sur près de 13 km de longueur pour une largeur à peu près équivalente. Elle comporte huit lacs majeurs : Campbell, Little Cranberry, Erie, Heart, Mud, Pass, Trafton/Crater et Whistle.

## Histoire
Elle était à l'origine habitée par les Samish et Swinomish. Elle a été nommée en l'honneur de Salvador Fidalgo qui a exploré l'île en 1790.
Charles Wilkes en établit l'insularité et lui attribue le nom de Perry Island en l'honneur d'Oliver Hazard Perry. Lorsque Henry Kellett réorganise les cartes officielles de l'Amirauté britannique en 1847, il retire le nom de Perry et lui attribue celui de Fidalgo.
L'île a commencé à se peupler au moment de la British Columbia gold rushes (en) au milieu des années 1850.